# Media.Vision
Media.Vision è una compagnia di sviluppo dei videogiochi conosciuta per la serie di videogiochi di ruolo Wild Arms

## Videogiochi
PlayStation
- Crime Crackers
- Crime Crackers 2
- Gunners Heaven / Rapid Reload
- Wild Arms
- Wild Arms 2

PlayStation 2
- Heavy Metal Thunder
- Mawaza
- Wild Arms 3
- Wild Arms 4
- Wild Arms: Alter Code F
- Wild Arms 5

PlayStation Portable
- Wild ARMs XF
- Enkaku Sōsa: Shinjitsu e no 23 Nichikan

Xbox
- Sneakers

Nintendo DS
- RIZ-ZOAWD